# Trebisacce
Trebisacce es un municipio italiano situado en el territorio de la provincia de Cosenza, en la región de Calabria.

## Demografía
| Gráfica de evolución demográfica de Trebisacce entre 1861 y 2001 |
|                                                                  |
| fuente ISTAT - elaboración gráfica a cargo de Wikipedia          |